# The Flock
 (novembre 2018).
Si vous disposez d'ouvrages ou d'articles de référence ou si vous connaissez des sites web de qualité traitant du thème abordé ici, merci de compléter l'article en donnant les références utiles à sa vérifiabilité et en les liant à la section « Notes et références ».
Pour les articles homonymes, voir Flock (homonymie).
The Flock est un groupe américain de jazz-rock originaire de Chicago.
Il ne connait pas le même succès commercial que les autres groupes de jazz-rock de l'époque chez Columbia, comme Chicago ou Blood, Sweat and Tears, mais est remarqué pour avoir fait la part belle au violon dans ses compositions. Le violoniste, Jerry Goodman, devient par la suite membre du Mahavishnu Orchestra avant de poursuivre une carrière solo.
Le groupe d'origine se compose de :
- Rick Canoff (saxophone) ;
- Fred Glickstein (guitare, chant) ;
- Jerry Goodman (violon) ;
- Ron Karpman (batterie) ;
- Frank Posa (trompette) ;
- Jerry Smith (basse) ;
- Tom Webb (saxophone).

The Flock enregistre deux albums chez Columbia : The Flock en 1969 et Dinosaur Swamps en 1970. Après ces deux titres très prometteurs, The Flock se fait débaucher Jerry Goodman par le Mahavishnu Orchestra. D'après la rumeur, c'est le violoniste de jazz Jean-Luc Ponty qui avait d'abord été pressenti par John McLaughlin (guitariste et leader du Mahavishnu), mais le Français se serait vu refuser son permis de travail par le gouvernement américain. Quoi qu'il en soit, la perte du musicien clef fut le point de départ du déclin du groupe.
The Flock se reforma brièvement en 1975 pour enregistrer l'album Inside Out. Juste après la sortie du disque, le groupe fait la première partie de la tournée d'Elton John. En 2004, un album CD intitulé Live in Europe voit le jour. Il s'agit de l'enregistrement d'un concert de 1973 réunissant les membres historiques Fred Glickstein, Jerry Smith et Ron Karpman, auxquels s'ajoutait Michael Zydowsky au violon, remplaçant Goodman.
Fin 1976, Fred Glickstein et Ron Karpman recrutent le bassiste et violoncelliste Thom Blecka. Ils forment un trio sous le nom de Flock 3. Leurs compositions sont davantage orientées rock, sans cuivres ni violon. Sur scène, ils sont occasionnellement renforcés par leur ex-partenaire Henry Webb (saxophone et chant) et des amis musiciens : Dennis Tiger (harpe et chant) et Jeff Gates (claviers). Il semble qu'il n'existe aucun enregistrement de ces concerts.
Quelques années plus tard, Fred Glickstein et Ron Karpman forment une nouvelle entité qui prend le nom de Flocks, avec une orchestration arrangée et supervisée par Henry Webb, caractérisée par le retour des cuivres. Ils enregistrent quatre morceaux (Can't you see, Are you the Kind, Sunshine and Lollipops, Magical Wings) pour le label Destination. Aucun de ces titres ne figure sur les albums de The Flock.

## Discographie
- The Flock (1969)
- Dinosaur Swamps (1970)
- Inside Out (1975)
- Flock Rock: Best of the Flock (1993)
- Live in Europe (2004)